# کنگر-منئوز
کنگر-منئوز (انگلیسی: Kenger-Meneuz) یک شهرک در شهرستان بیژبولیاکسکی باشقیرستان کشور روسیه است.